# Strawberry Music Sampler No. 1
Strawberry Music Sampler no.1 van Strawbs is de ontbrekende schakel tussen hun samenwerking met Sandy Denny en hun eerste eigen titelloze elpee. De tapes van All Our Own Work komt in handen van A & M Records en die zien wel wat in Strawbs. Ze mogen twee singles opnemen:
1. Oh How She Changed
2. The Man Who Called Himself Jesus

En worden daarmee de eerste Britse band van dat platenlabel. De singles worden geproduceerd door Gus Dudgeon, die net klaar is met een elpee van Ralph McTell. In zijn gevolg zit orkestrator en arrangeur Tony Visconti, maar wat belangrijker voor Strawbs is dat in zijn gevolg een jonge pianist meekomt om wat partijen in te spelen: Rick Wakeman. Men neemt nieuwe songs op, maar ook songs van hun eerste muziekalbum, maar dan nu ingezongen door Cousins en Hooper zelf.
Als men denkt klaar te zijn, is A&M niet tevreden met het album, het voldoet niet aan de verwachtingen, men verwachtte meer psychedelische muziek en dat zat niet tussen te opnamen. Ze gaan opnieuw de studio in en dat zou dan leiden tot Strawbs.
Strawberry Music Sampler No. 1 komt als demo na het album uit (maar is dus eerder opgenomen) en bevat een mix van beide albums. Om de belasting te ontduiken worden er maar 99 exemplaren aangemaakt, waarvan waarschijnlijk maar twee het vinyl hebben gehaald. De muziek klinkt nog opvallend licht voor Strawbs en achteraf ziet men toch een kleine hommage aan de toenmalige leider van A&M Records: Herb Alpert, die toen furore maakte met zijn The Tijuana Brass. Opvallende compositie is Sweetling van Tony Hooper; de orkestratie lijkt verdacht veel op de compositie Looks, Looks, Looks van de elpee Indiscreet van de Sparks, ook geproduceerd door Visconti.

## Musici
- Dave Cousins – zang, gitaar;
- Tony Hooper – zang, gitaar,
- Ron Chesterman – contrabas;
- Sandy Denny – zang ;
- Ted Heath Big Band – voor de jazzy composities
- en niet genoemde musici, zoals Rick Wakeman.

## Composities
Allen geschreven door Cousins behalve waar aangegeven:
1. All I need you
2. Stay a while with me
3. Sail away to the sea
4. Two weeks last summer
5. Nothing else to do
6. Who knows where the time goes (Denny)
7. I’ve been my own friend
8. I turned my face into the wind
9. On growing older (LP omdraaien)
10. And you need me (Hooper)
11. Ah me, Ah my
12. And you need me/Josephine, for better or for worse
13. Just the same in every way
14. How everyone but Sam was a hypocrite
15. Young again (Hooper)
16. Whichever way the wind blows
17. Sweetling (Hooper).

In 2001 worden de opnamen uitgegeven door Witchwood Media; het eigen platenlabel van Strawbs. Een No. 2 is nooit verschenen. 